# Île de la Tortue (Venezuela)
Pour les articles homonymes, voir Île de la Tortue (homonymie).
L'île de la Tortue (Isla La Tortuga en espagnol) est une île inhabitée de la mer des Caraïbes faisant partie des dépendances fédérales du Venezuela.

## Géographie
Elle fait partie d'une chaîne d'îles qui incluent les Tortuguillas, les Palaquines (es), parmi d'autres.

Elle est située dans le sud-est de la mer des Caraïbes, à 65° 18′ de longitude ouest et 10° 56′ de latitude nord, à 79 km de la punta Chiva, dans l'État de Miranda, à 87 km de l'île Margarita et à 170 km de Caracas. La forme de l'île ressemble à une ellipse de 12 km du nord au sud et 25 km d'est en ouest. Sa superficie, y compris les îlots environnants est de 156,6 km2, ce qui en fait la seconde plus grande île du Venezuela, après Margarita.
L'île de la Tortue comporte trois îlots à sa partie nord-ouest, séparés de l'île principale par un chenal de plus ou moins 2,5 km de large et de 4 à 5 m de profondeur, ainsi que des zones de barrières coralliennes, plus un îlot situé au nord. L'île possède de belles grandes plages de sable de couleur blanche et d'intéressantes baies. On trouve de nombreuses zones humides à l'intérieur, lequel est en général une plaine qui ne dépasse guère les 20 mètres d'altitude en moyenne, avec un maximum de 46 mètres. La surface présente des affleurements d'intérêt paléontologique, spécialement dans la zone centre-sud, aux abords du Cerro Gato, mais la majeure partie de l'île est couverte d'une chape de calcaire corallien.

## Histoire
L'île a été découverte en 1499 par Alonso de Ojeda. Lors de son second voyage, avec Amerigo Vespucci, l'île fut nommée La isla La Tortuga par Amerigo Vespucci du fait de la présence en grand nombre de tortues sur l'île.
Si elle a servi de refuge à quelques pirates au XVIIe siècle, elle ne doit pas être confondue avec l'île de la Tortue près d'Haiti, qui a été le principal centre de flibuste et de piraterie, célèbre dans la littérature de pirates des Caraîbes. 
Le pirate Henry Morgan préparait certaines de ses fameuses incursions sur les côtes du Venezuela sur l'île[réf. souhaitée].
L'île a été peuplée par les Hollandais qui ont exploité probablement les mares d'évaporation de sel à l'est de l'île vers les années 1550. Ils furent définitivement  expulsés en 1631 quand le gouverneur de Cumaná détruisit leurs installations et noya leurs marais salants.
Depuis, l'île n'a pas eu de peuplement permanent tandis que sa position et sa morphologie sont restées intouchées, ce qui fait de l'île l'une des dernières terres vierges du Venezuela.